# Islamabade
Islamabade ou Islamabad (em urdu: اسلاماباد, transcr.: Islāmābād, pronunciado: [ɪsˌlɑːmɑˈbɑːd̪], lit. "Morada do Islão"), com 1 900 000 habitantes em 2014, é a capital do Paquistão e localiza-se no nordeste do país, no interior do Território da Capital Islamabade — embora a área faça historicamente parte da região do Panjabe — e no limite do planalto Potohar, ao sul dos montes Margalla.

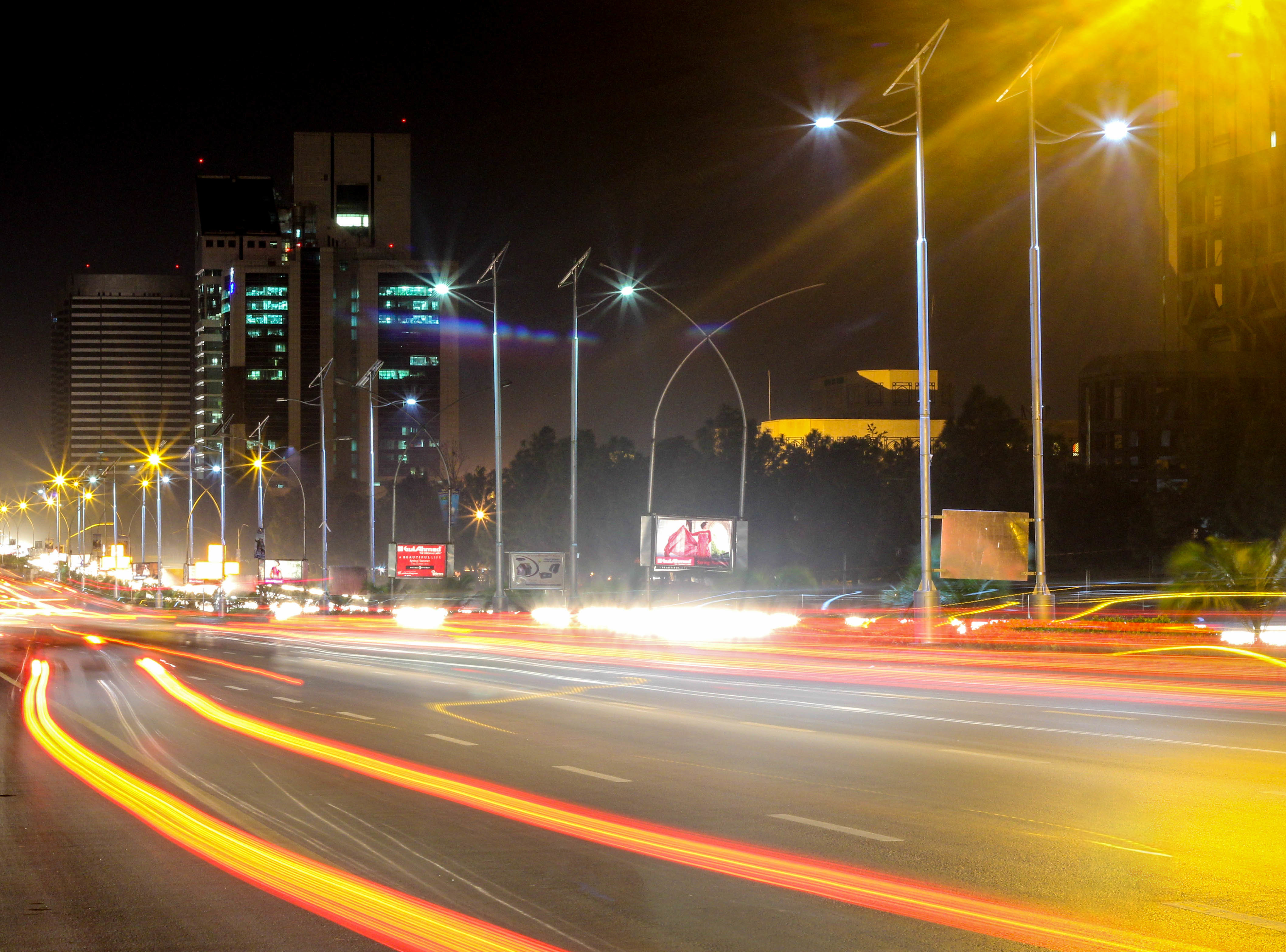
Imagem do centro financeiro de Islamabad

## História
Islamabade é uma cidade planejada, construída durante a década de 1960 para substituir Carachi como capital do Paquistão, a qual efetivamente é desde 1963. Em 1959 o urbanista grego Constantinos Doxiadis, foi comissionado pelo governo paquistanês para desenvolver o plano diretor da nova capital, prevista para uma população de 2,5 milhões de pessoas em duas gerações. Em 2018 foi anunciada a primeira revisão do plano diretor da cidade, visando a readequação às novas demandas do presente.

## Clima
| Gráfico climático para Islamabad                              | Gráfico climático para Islamabad | Gráfico climático para Islamabad | Gráfico climático para Islamabad | Gráfico climático para Islamabad | Gráfico climático para Islamabad | Gráfico climático para Islamabad | Gráfico climático para Islamabad | Gráfico climático para Islamabad | Gráfico climático para Islamabad | Gráfico climático para Islamabad | Gráfico climático para Islamabad |
| ------------------------------------------------------------- | -------------------------------- | -------------------------------- | -------------------------------- | -------------------------------- | -------------------------------- | -------------------------------- | -------------------------------- | -------------------------------- | -------------------------------- | -------------------------------- | -------------------------------- |
| J                                                             | F                                | M                                | A                                | M                                | J                                | J                                | A                                | S                                | O                                | N                                | D                                |
| 56 17 2                                                       | 73 19 5                          | 90 24 10                         | 62 30 15                         | 39 35 20                         | 62 38 23                         | 267 35 24                        | 310 33 23                        | 98 33 20                         | 29 31 14                         | 18 25 7                          | 37 19 3                          |
| Temperaturas em °C • Precipitações em mmFonte: Climate charts |                                  |                                  |                                  |                                  |                                  |                                  |                                  |                                  |                                  |                                  |                                  |

O microclima da área é regulado por três lagos artificiais  (Rawal, Simli e Khanpur). A cidade tem verões quentes com as chuvas de monção a cair em julho e agosto. Os invernos são frios, com temperaturas regularmente abaixo de zero entre dezembro e fevereiro.

As demais estações do ano, outono e primavera, são quentes e secas. A temperatura ultrapassa os 30 °C facilmente, mas devido ao tempo seco, a temperatura cai muito durante a noite. No outono a seca se intensifica e, principalmente em novembro, a diferença entre a temperatura máxima e mínima de um mesmo dia frequentemente supera os 18 °C.

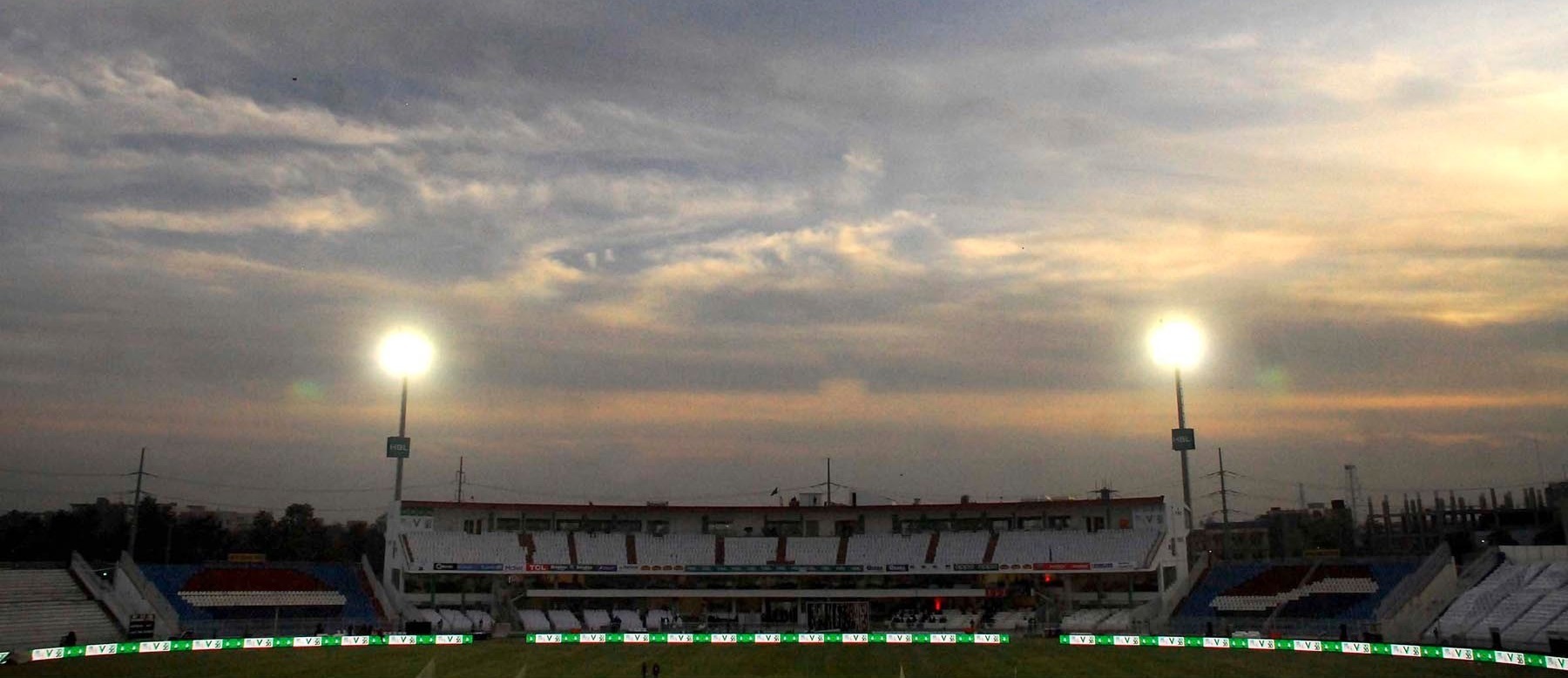
Rawalpindi Cricket Stadium, casa do Islamabad United.

## Esportes
O principal time da cidade é o Islamabad United que joga na liga de críquete Pakistan Super League, manda seus jogos no Rawalpindi Cricket Stadium.